# M142 HIMARS
M142 High Mobility Artillery Rocket System (HIMARS) er et amerikansk mobilt raketartilleri-system udviklet i 1990'erne for den amerikanske hær af Lockheed Martin Missiles and Fire Control.
Systemet kan affyre seks GMLRS (de)-raketter eller et ATACMS (de)-missil. Systemets chassis blev oprindeligt fremstillet af BAE Systems Mobility & Protection Systems (tidligere Armor Holdings Aerospace and Defense Group Tactical Vehicle Systems Division) og fra 2010 til 2017 af Oshkosh Corporation.

## Baggrund og anvendelse
Systemet blev udviklet i slutningen af 1990'erne for den amerikanske hær og kan affyre samme artilleriraketter som M270 MLRS-systemet, men er lettere og mere mobilt og kan transporteres af transportflyet Lockheed C-130 Hercules. Systemet betjenes af tre personer og har ifølge Lockheed Martin en rækkevidde fra 15 kilometer til over 500 kilometer afhængig af hvilke våben, der affyres og ydre faktorer, såsom vejrforhold. Der benyttes normalt seks M26-raketter på 227 mm, M30/M31 - raketter, eller et MGM-140 ATACMS-missil.
Systemet er udviklet til at blive monteret på et lastbilschassis, men kan også monteres på skibe.
Frem til oktober 2018 er fremstillet 500 enheder af systemet. Det har været benyttet af den amerikanske hær i Irak og i Syrien og af koalitionen i Afghanistan (ISAF). USA har endvidere leveret systemet til den ukrainske hær, der benytter det i den russisk-ukrainske krig. Rusland udtalte i juni 2022, at M270 MLRS- og M142 HIMARS-systemerne var de potentielt mest skadelige våben i det ukrainske arsenal, og at det er afgørende for Rusland at uskadeliggøre våbensystemerne. En russisk reserveofficer har hævdet, at de russiske missilforsvarssystemer S-300, S-350, S-400 Buk, Tor-M2, Pantsir-S og 2K22 Tunguska alle kan nedskyde HIMARS-raketterne under forudsætning af den rette træning. Det har dog vist sig vanskeligt for de russiske styrker at nedskyde HIMARS.

## Lande, der anvender systemet
USA
- United States Army
- United States Marine Corps

 Rumænien
- Rumæniens hær.[10]

 Singapore
- Singapores hær[11]

 Forenede Arabiske Emirater
- De Forenede Arabiske Emiraters hær.[12]

 Jordan
- Den Kongelige Jordanske hær

 Ukraine
- Ukraines hær.[13]

### Lande, der har bestilt systemet
Polen
- Polens hær.[14]

 Australien
- Australiens hær.[15]

 Taiwan
- Taiwans hær.[16]

 Estland
- Estlands hær.[17]

### Potentielle købere
Canada
Canadas forsvarsministerium har overvejet at indkøbe systemet.
 Letland og  Litauen
Letland og Litauen har begge udtrykt interesse for at indkøbe systemet.
 Ungarn
Ungarn meddelt i februar 2022 at de overvejer at indkøbe et ikke-oplyst antal enheder af systemet.
 Qatar
Qatar meddelte i december 2012, at landet overvejer at indkøbe syv enheder af systemet.
 Sverige
Sverige har udtrykt interesse i systemet. I oktober 2021 indgik systemet i en øvelse på Gotland.